# Philip Hall
Pour les articles homonymes, voir Hall.
Ne doit pas être confondu avec les mathématiciens Marshall Hall et Peter Gavin Hall.
Philip Hall, né le 11 avril 1904 et mort le 30 décembre 1982, est un mathématicien britannique, spécialiste de théorie des groupes (en particulier les groupes résolubles et les groupes finis) et de combinatoire.

## Biographie
Fils d'une couturière célibataire, Hall remporte une bourse qui lui permet d'être élève au Christ's Hospital, au sud de Horsham, dans le West Sussex. Il gagne de nouveau une bourse en décembre 1921, et est ainsi étudiant au King's College de Cambridge à partir de 1922. C'est le livre de William Burnside qui l'intéresse à la théorie des groupes. Ayant obtenu son B.A. en 1925, il hésite à poursuivre dans les mathématiques. Mais le mémoire de M.A. sur la théorie des groupes qu'il a soumis en octobre 1926 lui vaut une bourse du King's College en 1927, en même temps qu'il travaille à Londres comme assistant du statisticien Karl Pearson.
En 1933, il est chargé de cours à Cambridge. En juin 1939, invité par Helmut Hasse, il donne à Göttingen des conférences en théorie des groupes, qui sont publiées dans le Journal für die reine und angewandte Mathematik en 1940. Pendant la Seconde Guerre mondiale, il travaille à Bletchley Park comme cryptologue sur le déchiffrement des codes italiens et japonais (il apprend pour cela à écrire et parler japonais). De retour à Cambridge en 1945, il y est chargé d'enseignement en 1948 et succède en 1953 à Louis Mordell, à la chaire sadleirienne. Il prend sa retraite en 1967 et quitte le King's College en 1970.

## Œuvre
Hall produit beaucoup de contributions importantes à la théorie des groupes. Le théorème de Hall de 1928 a pour corollaire une généralisation des théorèmes de Sylow aux groupes résolubles finis. En 1934 parait son célèbre article dans lequel il étudiait les p-groupes réguliers (en), ainsi que les groupes dérivés et leurs rapports avec les anneaux de Lie (en) et leurs identités (identité de Hall-Witt).
Il présente beaucoup de ses résultats seulement dans des conférences, comme celle de St Andrews en 1955, où il expose les polynômes de Hall-Littlewood (en) et l'algèbre de Hall en théorie des représentations.
Il est aussi connu pour son lemme des mariages en combinatoire.

## Honneurs
En 1942, Hall est élu membre de la Royal Society, qui lui décerne en 1961 la médaille Sylvester.
La London Mathematical Society lui remet en 1958 le prix Senior Berwick et en 1965, le prix Larmor et la médaille De Morgan. De 1955 à 1957, il en est président, après avoir été secrétaire honoraire en 1938-41 et 1945-48.

## Publications
- Collected Works, Oxford, Clarendon Press, 1988
- Articles dans le Journal für die reine und angewandte Mathematik, vol. 182, 1940 (Colloque sur la théorie des groupes de juin 1939 à Göttingen) :
  - « Verbal and marginal subgroups »
  - « The classification of prime-power groups »
  - « On groups of automorphisms »
  - « The construction of soluble groups »
- (avec Graham Higman), « On the p-Length of p-Soluble Groups and Reduction Theorems for Burnside's Problem », Proc. London Math. Soc., vol. 6,‎ 1956 (DOI 10.1112/plms/s3-6.1.1)